# Canama
Canama Simon, 1903 è un genere di ragni appartenente alla famiglia Salticidae.

## Caratteristiche
Questo genere ha varie peculiarità in comune col genere Bathippus Thorell, 1892.
Le femmine sono lunghe 8 mm; i maschi, leggermente più grossi, raggiungono i 10 mm. L'opistosoma è allungato, ricoperto di peli biancastri e solcato da bande o striature rosse.
I maschi hanno i due cheliceri molto allungati, divergenti e distesi in avanti; le zampe sono piuttosto lunghe, ricoperte di tricobotri, hanno colore scuro con tarsi e metatarsi più chiari.

## Distribuzione
Le 6 specie oggi note di questo genere sono diffuse in diverse località dell'Indonesia e nel Queensland: sono tutte specie endemiche.

## Tassonomia
La sinonimia di questo genere con Bathippus Thorell, 1892 è stata suggerita da Prószynski nel 1987 ma respinta a seguito di uno studio di Davies e Zabka del 1989.
A dicembre 2010, si compone di sei specie:
- Canama dorcas (Thorell, 1881) — Arcipelago delle Molucche
- Canama forceps (Doleschall, 1859)[3] — Nuova Guinea
- Canama hinnulea (Thorell, 1881) — Queensland
- Canama inquirenda Strand, 1911 — Isole Kei (Indonesia)
- Canama lacerans (Thorell, 1881) — Malesia
- Canama rutila Peckham & Peckham, 1907 — Borneo

### Specie trasferite
- Canama kochi Simon, 1903; trasferita e ridenominata come Bathippus kochi (Simon, 1903) a seguito di uno studio di Zabka del 1988[2].
- Canama xanthopus (Keyserling, 1881); trasferita e ridenominata inizialmente come Cytaea xanthopus (Keyserling, 1881), finché uno studio di Zabka del 1991 non ne ravvide la sinonimia con Cytaea plumbeiventris (Keyserling, 1881)[2].